# アンパン・ジャヤ
アンパン・ジャヤ（マレー語: Ampang Jaya）は、マレーシアのセランゴール州の町である。以前は、錫鉱山の町であった。地方自治体としては、セランゴール州のフル・ランガッ郡とゴンバッ郡にまたがるMajlis Perbandaran Ampang Jaya (MPAJ)である。 

## 交通
- ラピドKLアンパン線

## 姉妹都市
- ブカシ、インドネシア